# Martín Bermúdez
Martín Bermúdez (Martín Bermúdez Mendoza; * 19. Juli 1958) ist ein ehemaliger mexikanischer Geher.
1979 gewann er bei den Panamerikanischen Spielen in San Juan Silber im 50-km-Gehen. Über dieselbe Distanz erreichte er bei den Olympischen Spielen 1980 in Moskau nicht das Ziel. 1983 gewann er bei den Panamerikanischen Spielen in Caracas erneut Silber und wurde bei den Leichtathletik-Weltmeisterschaften in Helsinki disqualifiziert. Dasselbe Schicksal ereilte ihn bei den Olympischen Spielen 1984 in Los Angeles.
1985 in Nassau wurde er Zentralamerika- und Karibikmeister über 50 km. Bei den Zentralamerika- und Karibikspielen 1986 siegte er im 50-km-Gehen und gewann Silber im 20-km-Gehen. 1987 siegte er über 50 km bei den Panamerikanischen Spielen in Indianapolis und wurde Fünfter bei den Weltmeisterschaften in Rom.
Bei den Olympischen Spielen 1988 in Seoul kam er über 50 km auf den 15. Platz.
1989 siegte er bei den Zentralamerika- und Karibikmeisterschaften über 20 km, und 1991 wurde er bei den Weltmeisterschaften in Tokio Elfter über 50 km.
1983 wurde er US-Meister und 1988 Kanadischer Meister über 50 km.

## Persönliche Bestzeiten
- 20 km Gehen: 1:22:30 h, 11. Oktober 1981, Saragossa
- 50 km Gehen: 3:43:36 h, 30. September 1979, Eschborn